# كارولين هيستر
كارولين هيستر (بالإنجليزية: Carolyn Hester)‏ هي مغنية مؤلفة أمريكية، ولدت في 28 يناير 1937 في واكو في الولايات المتحدة.

## وصلات خارجية
- الموقع الرسمي
- كارولين هيستر على موقع ميوزك برينز (الإنجليزية)
- كارولين هيستر على موقع ديسكوغز (الإنجليزية)